# Elitsa Todorova

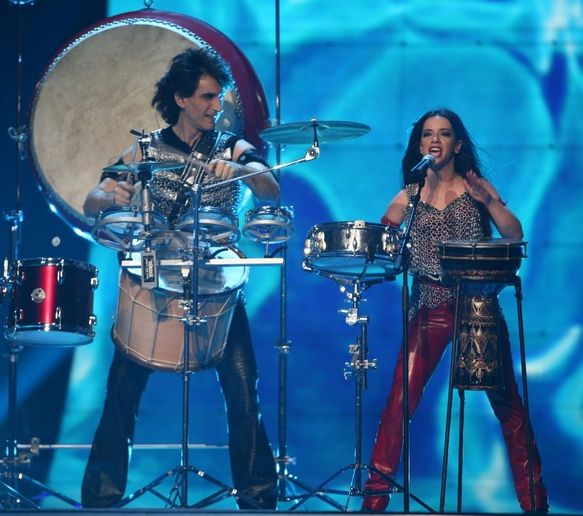
Eliza Todorowa & Stojan Jankoelov tijdens het Eurovisiesongfestival 2007

Elitsa Todorova (Bulgaars: Елица Тодорова) (Varna, 2 september 1977) is een Bulgaars zangeres. Zij treedt sinds 2003 samen op met de drummer Stoyan Yankoulov. Op 24 februari 2007 wonnen ze Pesen Ne Eurovizija 2007 en zo mochten ze Bulgarije vertegenwoordigen op het Eurovisiesongfestival 2007, met het liedje "Voda" (Water). Zij behaalden uiteindelijk in de finale de vijfde plaats. Ook in 2013 deden zij mee aan de nationale voorselectie, ook deze won zij, met Yankoulov, met het nummer Samo shampioni. Dat lied strandde echter in de halve finale van het Eurovisiesongfestival 2013.
2005: Kaffe · 
2006: Mariana Popova · 
2007: Elitsa Todorova & Stojan Jankoelov · 
2008: Deep Zone & Balthazar · 
2009: Krassimir Avramov · 
2010: Miro · 
2011: Poli Genova · 
2012: Sofi Marinova · 
2013: Elitsa Todorova & Stojan Jankoelov · 
2016: Poli Genova · 
2017: Kristian Kostov · 
2018: Equinox · 
2021: Victoria · 
2022: Intelligent Music Project
- International Standard Name Identifier: 0000 0004 0688 8573
- MusicBrainz: cdc3adc3-50a4-4ec9-9123-7a368fcb0165
- Virtual International Authority File: 7030154260751324480007